# Блатнянський потік
Блатнянський потік (словац. Blatniansky potok) — річка в Словаччині; права притока Грону довжиною 6.6 км. Протікає в окрузі Нове Замки.
Витікає в масиві Подунайські пагорби на висоті 147 метрів. Протікає територією сіл Брути; Біня і Каменін.
Впадає у Грон на висоті 116 метрів.